# Sint-Barnabaskerk (Noordschote)

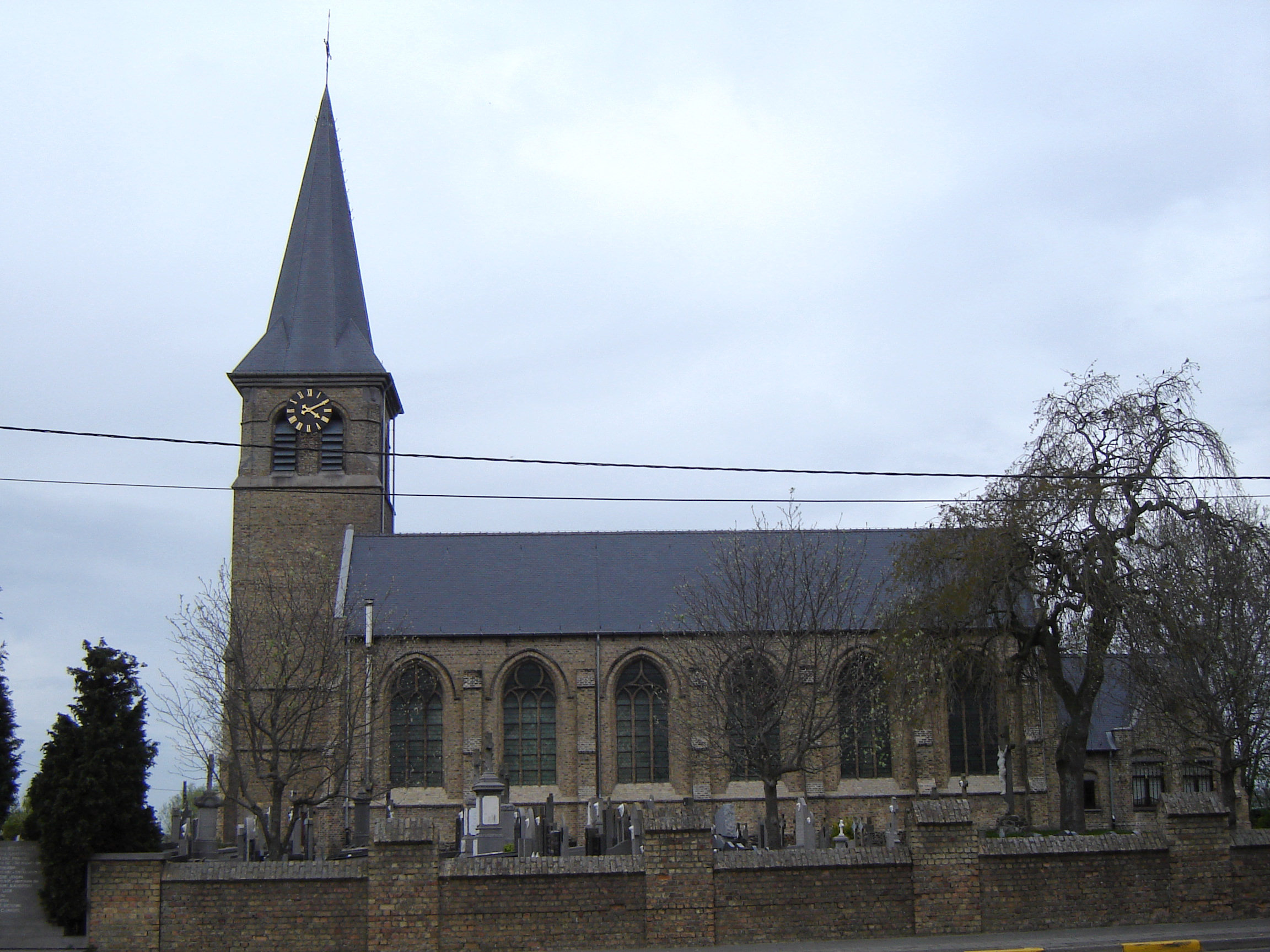
Sint-Barnabaskerk

De Sint-Barnabaskerk is de parochiekerk van de tot de Belgische gemeente Lo-Reninge behorende plaats Noordschote, gelegen aan Noordschoteplein 12a.

## Geschiedenis
Voorheen stond hier een gotische kerk, welke in 1498 is gebouwd. In 1579 werd de kerk geplunderd door calvinisten uit Ieper. Onder meer in 1699 werden verbouwingen aan de kerk uitgevoerd. De kerk werd echter verwoest tijdens de Eerste Wereldoorlog in 1914-1915 en van 1921-1923 herbouwd naar het model van de oorspronkelijke kerk.

## Gebouw
Het betreft een driebeukige hallenkerk met voorgebouwde toren, uitgevoerd in gele bakstenen met een plint van ijzerzandsteen, mogelijk van de verwoeste kerk afkomstig. Het interieur wordt overwelfd door houten spitstongewelven. Het kerkmeubilair is voornamelijk neogotisch, er is ook een houten Mariabeeld (18e eeuw). Ook is er een kapelletjesommegang, gewijd aan Onze-Lieve-Vrouw van Smarten.
De kerk wordt omringd door een kerkhof, waarvan ook graven van vóór de Eerste Wereldoorlog nog aanwezig zijn. Ook zijn er enkele oorlogsgraven van het Verenigd Koninkrijk.